# ジョーイア・デル・コッレ
ジョーイア・デル・コッレ（イタリア語: Gioia del Colle）は、イタリア共和国プッリャ州バーリ県にある、人口約2万8000人の基礎自治体（コムーネ）。

## 地理

### 位置・広がり

#### 隣接コムーネ
隣接するコムーネは以下の通り。TAはターラント県所属。
- アックアヴィーヴァ・デッレ・フォンティ
- カステッラネータ (TA)
- ラテルツァ (TA)
- モットラ (TA)
- ノーチ
- プティニャーノ
- サンミケーレ・ディ・バーリ
- サンテーラモ・イン・コッレ
- トゥーリ

## 行政

### 分離集落
ジョーイア・デル・コッレには、以下の分離集落（フラツィオーネ）がある。
- Colonia Hanseniana, Corvello, La Torre, Casino Eramo e Marzagaglia, Monte Sannace, Montursi, Santa Candida, Terzi, Villaggio Azzurro

## 人物

### 著名な出身者
- ニコラ・レグロッターリエ - サッカー選手。